# 라미나스
라미나스(Laminas, 이전 명칭: 젠드 프레임워크)는 PHP로 구현된 오픈 소스 객체 지향 웹 프레임워크이며 BSD 허가서로 배포된다. 이 프레임워크는 기본적으로 프로페셔널 PHP 기반 패키지들을 한데 모아놓은 것이다.
이 프레임워크는 패키지 저장소 관리자의 일부로서 컴포저를 사용함으로써 다양한 패키지를 사용한다. 그 중에는 모든 패키지를 테스트하기 위한 PHPUnit, 지속적인 통합 서비스를 위한 Travis CI가 있다. 라미나스는 사용자에게 모델 뷰 컨트롤러(MVC) 및 프론트 컨트롤러 솔루션을 제공한다. 라미나스의 MVC 구현체에는 5가지 주요 영역이 있다. 라우터, 디스패처 기능(URL로부터의 데이터를 기반으로 어느 컨트롤러를 실행할지를 결정), 컨트롤러 기능, 모델, 뷰(마지막 웹페이지를 개발하고 만들기 위함).

## 라미나스의 구성 요소
라미나스의 구성 요소는 다음과 같다:
| Authentication                |
| Barcode                       |
| Cache                         |
| Captcha                       |
| Code                          |
| Component Installer           |
| Config                        |
| Config Aggregator             |
| Console                       |
| Crypt                         |
| DB                            |
| Debug                         |
| DI                            |
| Diactoros                     |
| DOM                           |
| Escaper                       |
| EventManager                  |
| Expressive                    |
| Feed                          |
| File                          |
| Filter                        |
| Form                          |
| HAL for PSR-7                 |
| HTTP                          |
| Hydrator                      |
| InputFilter                   |
| Internationalization          |
| JSON                          |
| JSON-RPC Server               |
| LDAP                          |
| Loader                        |
| Log                           |
| Mail                          |
| Math                          |
| Memory                        |
| MIME                          |
| Module Manager                |
| MVC                           |
| MVC-Console integration       |
| MVC-i18n integration          |
| fileprg() plugin              |
| flashmessenger() plugin       |
| identity() plugin             |
| prg() plugin                  |
| Navigation                    |
| Paginator                     |
| ACL                           |
| RBAC                          |
| Problem Details               |
| ProgressBar                   |
| PSR-7 Bridge                  |
| Router                        |
| Serializer                    |
| Server                        |
| ServiceManager                |
| ServiceManager-Di integration |
| Session                       |
| SOAP                          |
| Stdlib                        |
| Stratigility                  |
| Tag                           |
| Test                          |
| Text                          |
| URI                           |
| Validator                     |
| View                          |
| XML-RPC                       |
| XML2JSON                      |

## 설치
공식적으로 지원되는 설치 방식은 컴포저 패키지 관리자를 사용하는 것이다.
젠드 프레임워크는 61개 구성 요소를 포함하는 meta-package를 제공하지만 권장되는 방법은 필요한 구성 요소들을 일일이 설치하는 것이다. 컴포저는 추가적인 모든 의존성을 해결하고 설치해준다.
이를테면, MVC 패키지가 필요하다면 다음의 명령어로 설치할 수 있다:
```
$ 
composer
 
require
 
zendframework/zend-mvc

```

전체 구성 요소 목록은 젠드 프레임워크 설명서에서 볼 수 있다..

## 같이 보기
- BSD 허가서